# Klara Merkel
Klara Merkel (geboren 2000 in Hamburg) ist eine deutsche Schauspielerin.

## Karriere
Merkel debütierte 2009 als Kinderdarstellerin in dem Fernsehfilm Das Echo der Schuld, einer zweiteiligen ZDF-Produktion nach dem gleichnamigen Roman von Charlotte Link aus dem Jahr 2006. 2011 war sie in dem Fernsehdrama Sommerlicht zu sehen. Bekannt wurde sie 2013 in der Rolle der Kiki in dem Jugendfilm V8 – Du willst der Beste sein und dessen Fortsetzung V8 – Die Rache der Nitros aus dem Jahr 2015.

## Filmografie
- 2009: Das Echo der Schuld (Fernsehfilm)
- 2011: Sommerlicht (Fernsehfilm)
- 2013: V8 – Du willst der Beste sein
- 2015: V8 – Die Rache der Nitros